# Troides prattorum
Troides prattorum is een vlinder uit de familie van de pages (Papilionidae). De wetenschappelijke naam van de soort is voor het eerst geldig gepubliceerd in 1922 door James John Joicey & George Talbot.